# Лопатинка (Алтайский край)
Лопатинка — посёлок в Третьяковском районе Алтайского края. Входит в состав Екатерининского сельсовета.

## История
Основан в 1921 году. В 1928 году посёлок Лопатинский состоял из 52 хозяйств, основное население — русские. В административном отношении находился в составе Ново-Камышенского сельсовета Змеиногорского района Рубцовского округа Сибирского края. 

## Население
| 1926 | 1997 | 1998 | 1999 | 2000 | 2001 | 2002 | 2003 | 2004 |
| ---- | ---- | ---- | ---- | ---- | ---- | ---- | ---- | ---- |
| 308  | ↘101 | ↗105 | ↗113 | ↗117 | ↗130 | ↘114 | ↗120 | ↗124 |
| 2005 | 2006 | 2007 | 2008 | 2009 | 2010 | 2011 | 2012 | 2013 |
| ↗127 | ↘115 | ↘99  | ↘94  | ↘88  | ↗104 | ↘102 | ↗107 | ↘104 |

## Улицы
В деревне имеется одна улица — Урожайная.